# Metal Fatigue
Metal Fatigue is een real-time strategy en mecha-computerspel ontwikkeld door Zono Inc. en uitgebracht door Psygnosis in Europa en TalonSoft in de Verenigde Staten. De designer van de computerspeler in het spel (AI) is Mark Baldwin, terwijl de gameplay is ontworpen door Jason Hough. De Franse versie werd uitgebracht onder een andere naam, Metal Conflict.
Het verhaal speelt zich af in de 23e eeuw en laat de scheiding van drie broers zien. De broers gaan naar drie verschillende groepen genaamd "CorpoNations", en eindigen in oorlog met elkaar. De CorpoNations zijn Rimtech, MilAgro en Neuropa. In de missies wordt Rimtech afgebeeld met de kleur blauw, MilAgro met rood en Neuropa met paars. Elke CorpoNation heeft zijn eigen unieke filosofie, tactieken, technologieën en verhaallijn. Alle drie verhaallijnen vinden tegelijk plaats, en daarom zullen de drie broers elkaar ook vrij regelmatig ontmoeten tijdens operaties, hoewel de broers wel aan verschillende kanten staan. Aan het einde van de missies krijgt de speler een film te zien; bij elke kant is dit een andere film.

## Gameplay
Spelers hebben de optie om te spelen als een van de broers in de single-player campagne mode, controle hebbend over tanks en een aantal andere eenheden op grond niveau, in ondergrondse tunnels, of op cirkelende asteroïden. De belangrijkste eenheden in Metal Fatigue zijn grote "Combots," die zelf gevormd en aangepast kunnen worden stuk voor stuk. Verschillende torsos, armen, en benen kunnen worden gecreëerd in de spelers eigen fabriek, of geborgen van een gesloopte vijandige Combot of geamputeerd van een, duizenden verschillende combinaties mogelijk makend. Elk deel dat van een vijand afgehaald wordt kan ook worden bestudeerd, de speler toelatend om kopieën te maken voor massa productie.
Hoewel het niet het eerste spel dat het "bouw je eigen eenheid" stijl gameplay, Metal Fatigue was revolutionair in zijn eigen design. Met drie niveaus van gevecht, aangepaste eenheden, goede graphics en overweldigende cinematics (voor die tijd), zorgde Metal Fatigue voor een creatieve verbetering. Jammer genoeg zorgden slechte reclame, weinig support en een paar onverbeterde glitches in het spel voor een voorspelbaar noodlot. Nadat het spel uitgebracht was, kreeg het een aantal middelmatige reviews, en viel daarna snel in het stof. Het kreeg bijna geen populariteit in de spel industrie, en de officiële website update niet meer, zelfs voordat het spel was uitgebracht. Metal Fatigue's Europese uitgever, Psygnosis, was overgenomen door Sony een paar maanden nadat het spel was uitgebracht, en niet Sony of elk ander bedrijf verkoopt nog Metal Fatigue.